# 1,4-Benzochinondiimin
1,4-Benzochinondiimin ist eine chemische Verbindung aus der Gruppe der Benzochinonderivate.

## Gewinnung und Darstellung
1,4-Benzochinondiimin kann durch Oxidation von p-Phenylendiamin mit Silber(I)-oxid oder Wasserstoffperoxid gewonnen werden. Diese Reaktion findet zum Beispiel in Haarfärbemitteln statt. Das 1,4-Benzochinondiimin kann mit nicht umgesetztem p-Phenylendiamin zu einem braunen Farbstoff reagieren, der als Bandrowski-Base bekannt ist.

## Eigenschaften
1,4-Benzochinondiimin ist eine instabile chemische Verbindung, die sich bei Kontakt mit konzentrierter Salz- oder Schwefelsäure explosiv zersetzt. Die Verbindung reagiert mit aromatischen Aminen und Phenolen, unter Bildung einer Vielzahl von Farbstoffen. Mit einigen Metallen (wie zum Beispiel Eisen, Nickel und Cobalt) reagiert sie zu Komplexverbindungen.